# Marzagão (kommun)
Marzagão är en kommun i Brasilien.   Den ligger i delstaten Goiás, i den sydöstra delen av landet, 260 km söder om huvudstaden Brasília. Antalet invånare är 2 072.
Omgivningarna runt Marzagão är huvudsakligen savann. Runt Marzagão är det glesbefolkat, med 10 invånare per kvadratkilometer.